# 楊錫田
楊錫田（？—？）甘肃甘谷人，清末政治人物。

## 生平
楊錫田是清朝举人。清末，楊錫田出任甘肃谘议局议员。宣统元年（1909年），甘肃省选出了资政院议员四人，分别为宋振声（临洮人）、王曜南（静宁人）、杨锡田（甘谷人）、罗其光（天水人）。后来，王曜南、杨锡田、罗其光出任资政院民选议员。